# Ryūe Nishizawa
Ryūe Nishizawa (西沢 立衛?, Nishizawa Ryūe; Yokohama, 1966) è un architetto giapponese residente a Tokyo.
Si è laureato all'Università Nazionale di Yokohama e dirige uno studio che lui stesso ha fondato nel 1997. Nel 1995 ha fondato la società SANAA (Sejima e Nishizawa ed associati) insieme a Kazuyo Sejima, con la quale è stato anche insignito del Premio Pritzker nel 2010.

## Progetti
- Casa Fine Settimana - 1997-1998 - Gunma, Giappone
- Takeo Office Store Head - 1999 - 2000 - Tokyo, Giappone
- Casa a Kamagura - dal 1999 al 2001 - Kanagawa, Giappone
- Costruzione Appartamento a Ichikawa - dal 2001 ad oggi - Chiba, Giappone
- Costruzione Appartamento Eda - dal 2002 ad oggi - Kanagawa, Giappone
- Funabashi Immobile Appartamento - dal 2002 al 2004 - Chiba, Giappone
- Casa Moriyama - dal 2002 ad oggi - Tokyo, Giappone
- Love Planet Museum - 2003 - Okayama, Giappone
- Padiglione Video - dal 2003 ad oggi - Kagawa, Giappone
- Casa in Cina - dal 2003 ad oggi - Tianjin, Cina
- Costruzione Ufficio, Benesse Art Site Naoshima - 2004 - Kagawa, Giappone
- Una casa - dal 2004 ad oggi - Tokyo, Giappone
- Museo Naoshima - dal 2005 ad oggi - Kagawa, Giappone
- Towada Museum - dal 2005 ad oggi - Aomori, Giappone
- Museo d'arte di Teshima - 2010 - Teshima, Giappone